# Sporting Clube de Portugal (rukomet)
Sporting Clube de Portugal je rukometna ekipa sportskog društva Sporting iz glavnog portugalskog grada Lisabona osnovana 1932.

## Uspjesi
Prvak Portugala:
- 1952., 1956., 1961., 1966., 1967., 1969., 1970., 1971., 1972., 1973., 1978., 1979., 1980., 1981., 1984., 1986., 2001., 2017.

Prvak Divisão de Elite:
- 2004./05., 2005./06.

Pobjednik Kupa Portugala:
- 1972., 1973., 1975., 1981., 1983., 1988., 1989., 2001., 2003., 2004., 2005., 2012., 2013., 2014.

Pobjednik Superkupa Portugala:
- 1998., 2002., 2014.

Pobjednik EHF Challenge Cupa
- 2010., 2017.

Prvak Portugala u velikom rukometu:
- 1961., 1965., 1966.